# Djedina Rijeka
Djedina Rijeka is een plaats in de gemeente Čaglin in de Kroatische provincie Požega-Slavonië. De plaats telt 165 inwoners (2001).